# Potassic-ferro-pargasite
La potassic-ferro-pargasite (simbolo IMA: Pfprg) è un raro minerale del supergruppo dell'anfibolo, all'interno del quale viene collocato nel "gruppo degli anfiboli con W(OH,F,Cl)-dominante" e da lì al sottogruppo degli anfiboli di calcio dove occupa un posto nel "gruppo contenente la radice pargasite nel nome"; essendo un anfibolo, appartiene agli inosilicati e pertanto alla famiglia minerale dei "silicati", e possiede composizione chimica KCa2(Fe2+4Al)(Si6Al2)O22(OH)2.
È analogo alla pargasite con potassio in sostituzione del sodio e ferro ferroso (Fe2+) in sostituzione del magnesio.
La potassic-ferro-pargasite è definita con:
- potassio dominante in posizione A
- cationi ferro bivalente e alluminio trivalente dominanti in posizione C
- ossidrile OH come anione dominante in posizione W.

## Etimologia e storia
La potassic-ferro-pargasite è stata descritta in seguito a un ritrovamento avvenuto in una cava abbandonata nella località di Kabutoichiba, Kameyama (nella prefettura di Mie, in Giappone) e approvata dall'Associazione Mineralogica Internazionale (IMA) nel 2007 con il nome di potassic-ferropargasite.
Campioni con composizione analoga erano già stati descritti in precedenza, ma non era stato richiesto il riconoscimento come nuova specie da parte degli scopritori.
Il nome è stato attribuito in relazione alla pargasite e al contenuto di ferro potassio, per poi essere cambiato in quello attuale in base alla nuova nomenclatura decisa nel 2012 per gli anfiboli.

## Classificazione
La classica nona edizione della sistematica dei minerali di Strunz, aggiornata dall'Associazione Mineralogica Internazionale (IMA) fino al 2009, elenca la potassic-ferro-pargasite con il nome potassic-ferropargasite e la colloca nella classe "9. Silicati (germanati)" e da lì nella sottoclasse "9.D Inosilicati"; questa viene suddivisa più finemente in base alla struttura del minerale, in modo tale che la potassic-ferro-pargasite possa essere trovata nella sezione "9.DE Inosilicati con catene doppie di periodo 2, Si4O11; clinoanfiboli" dove forma il sistema nº 9.DE.10.
Tale classificazione viene in piccola parte rivista nell'edizione successiva, proseguita dal database "mindat.org" e chiamata Classificazione Strunz-mindat, dove la potassic-ferro-pargasite occupa i medesimi classe, sottoclasse e sezione della nona edizione, per poi venire smistata nel sistema nº 9.DE.15.
Nella Sistematica dei lapis (Lapis-Systematik) di Stefan Weiß la potassic-ferro-pargasite si trova nella classe dei "silicati" e nella sottoclasse degli "inosilicati"; qui si trova nella sezione riservata ai minerali con struttura "[Si4O11] a due bande 6-; gruppo degli anfiboli; Ca2-anfiboli" dove forma il sistema nº VIII/F.10.
Anche la classificazione dei minerali secondo Dana, usata principalmente nel mondo anglosassone, elenca la potassic-ferro-pargasite nella famiglia dei "silicati", qui è nella classe degli "inosilicati: catene doppie non ramificate, W=2" e nella sottoclasse degli "inosilicati: catene doppie non ramificate, configurazione anfibolo W=2" dove forma il "gruppo 2, Anfiboli di calcio" con il sistema nº 66.01.03a.

## Abito cristallino
La potassic-ferro-pargasite cristallizza nel sistema monoclino nel gruppo spaziale C2/m (gruppo nº 12) con i parametri reticolari a = 9,937(5) Å, b = 18,108(6) Å e c = 5,335(4) Å, oltre ad avere 2 unità di formula per cella unitaria.

## Origine e giacitura
La potassic-ferro-pargasite è stata descritta in base a un ritrovamento avvenuto nella cornubianite scistosa ricca di calcare (della quale è uno dei componenti) associata a calcite, biotite, feldspato ricco di potassio, plagioclasio, scapolite e titanite e piccole quantità di clorite. La titanite, la biotite e il feldspato sono presenti anche come inclusioni.
È stata anche descritta in un giacimento piroclastico, in rocce sottoposte a metamorfismo di contatto, nell'ortogneiss, nello gneiss e nello skarn.
La potassic-ferro-pargasite è molto rara ed stata trovata solo in pochi siti:  Kabutoichiba (34.85°N 136.35°E, presso Kameyama (nella prefettura di Mie, in Giappone) è la sua località tipo e sempre in Giappone è stata rinvenuta nei pressi di Motosu, nella prefettura di Gifu.
Altri siti per la potassic-ferro-pargasite sono: la costa del Principe Olav(nella Terra della Regina Maud, in Antartide); nella provincia di Borborema (nella placca sudamericana); nel complesso alcalino di "Puesto la Peña" nel dipartimento di Las Heras (Argentina); nei pressi di Ogdensburg (nella contea di Sussex, New Jersey - Stati Uniti); a Burguillos del Cerro (nell'Estremadura, in Spagna); sul monte Vesuvio (in Campania, Italia).

## Forma in cui si presenta in natura
La potassic-ferro-pargasite è stata descritta a partire da un campione formato da cristalli da subedrali ad anedrali grandi fino a 0,7 mm. Il minerale è da traslucido a opaco con lucentezza vitrea e di colore nero.

## Proprietà ottiche
La potassic-ferro-pargasite presenta un distinto pleocroismo da verde chiaro a verde bluastro.